# Longemaison
Longemaison is een gemeente in het Franse departement Doubs (regio Bourgogne-Franche-Comté) en telt 121 inwoners (1999). De plaats maakt deel uit van het arrondissement Pontarlier.

## Geografie
De oppervlakte van Longemaison bedraagt 9,3 km², de bevolkingsdichtheid is 13,0 inwoners per km².

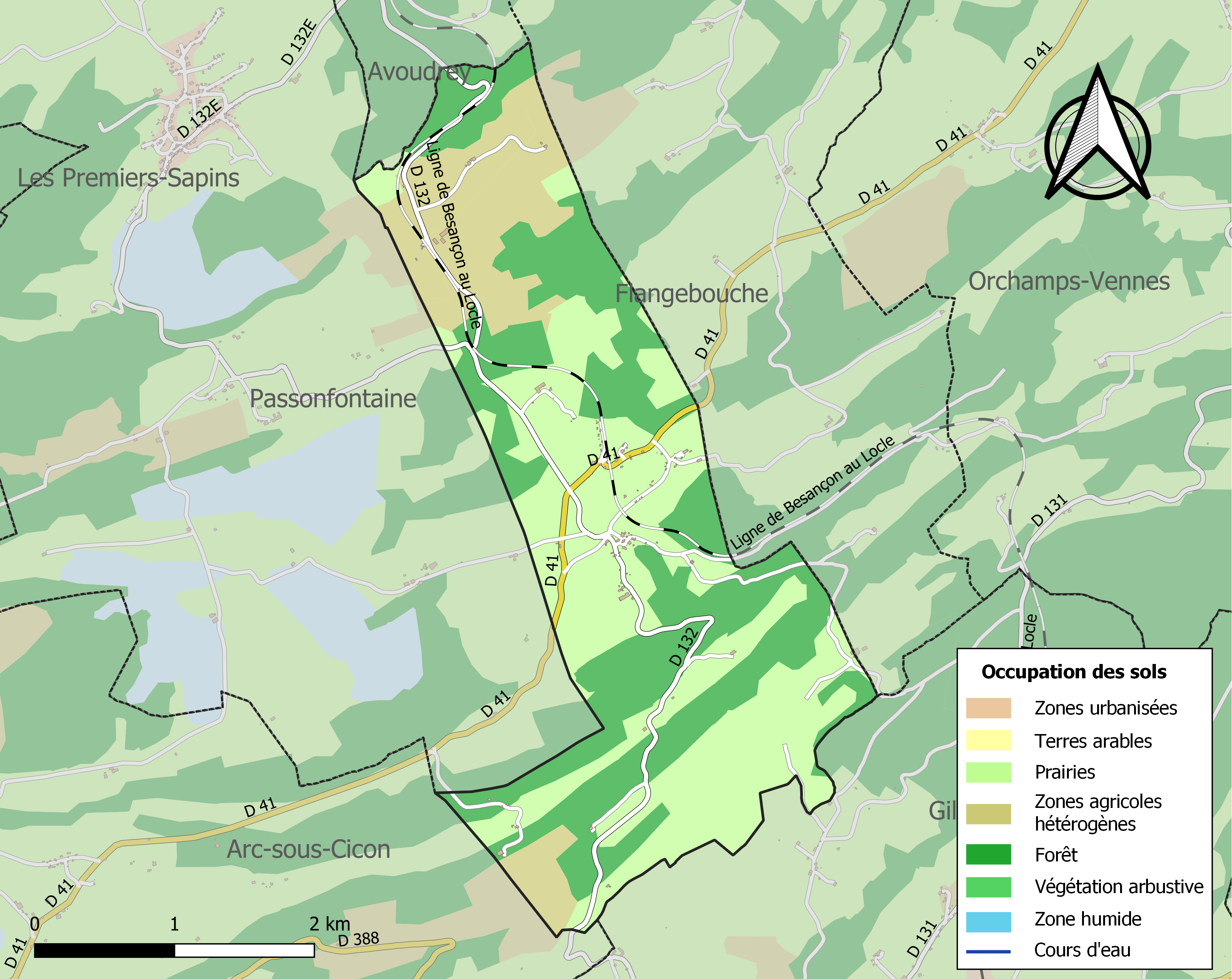
Kaart van de gemeente met de belangrijkste infrastructuur, bodemgebruik en omliggende gemeenten

## Demografie
Onderstaande figuur toont het verloop van het inwonertal (bron: INSEE-tellingen).